# Válvula Bjork-Shiley

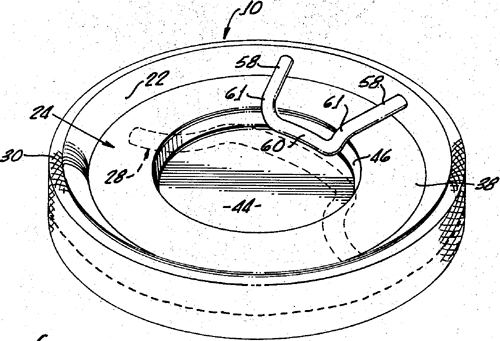
Válvula Shiley

La válvula Björk–Shiley es una válvula cardíaca protésica mecánica. La válvula fue inventada por el ingeniero estadounidense Donald Shiley y el cirujano cardíaco sueco Viking Björk.
A principios de 1971,fue utilizada para reemplazar a la válvula aórtica y la válvula mitral. Así mismo, fue la primera válvula de disco inclinado exitosa. En un principio, fue fabricada por los Laboratorios Shiley; tiempo después, Pfizer adquirió Shiley y continuó con ésta. Un modelo de la válvula Bjork–Shiley se convirtió en el objeto de una famosa demanda (la cual culminó en su retirada del mercado) después de que se demostrara su mal funcionamiento. 

## Construcción
La válvula Björk–Shiley consiste en un disco recubierto de carbono con una carcasa de metal. El disco es fijado en su lugar por dos puntales de metal; un puntal de entrada y uno de salida. La carcasa está hecha de la aleación Haynes 25, la cual está compuesta en un 51% de cobalto, en un 20% de  cromo,  en un 15% de tungsteno y  en un 10% de níquel. La válvula Björk–Shiley era considerada altamente durable y fue muy usada en los años setenta. Sin embargo, estudios posteriores indicaron que este tipo de válvulas eran susceptibles al desgaste a largo plazo y podrían arrojar fragmentos metálicos microscópicos en el interior del cuerpo.

## Válvulas convexo-cóncavo
Los intentos por mejorar el diseño de la válvula y acelerar su proceso de manufactura, sin embargo, la llevaron a tener una estructura más débil, lo cual trajo serias consecuencias. A principios de 1979, las válvulas Björk–Shiley con un diseño convexo-cóncavo tuvieron una tendencia a generar fracturas en el puntal de salida, lo cual traía consigo fallas catastróficas en la válvula y una posible muerte cardíaca repentina. Más tarde, un análisis reveló que el puntal se fracturaba en el lugar donde se solda con el anillo de la válvula de metal. El final del puntal se fracturaba primero, seguido de la fractura del segundo puntal meses después.Finalmente, 619 de las 80.000 válvulas convexo-cóncavo implantadas se fracturaron de esta manera, en cuyos casos se presentó la muerte del paciente en dos tercios de las ocasiones. La FDA retiró la aprobación de las válvulas convexo-cóncavo en 1986.
Este tipo de válvulas fueron retiradas del mercado y fueron objeto de múltiples demandas.
No todas estas válvulas han sido removidas o reemplazadas. El riesgo de fractura de la válvula ha sido comparado con el riesgo de someterse a una cirugía para el reemplazo de la válvula. Se han publicado herramientas para la toma de decisiones, las cuales están disponibles en fuentes confiables; se desarrollaron a partir del litigio que pidió su retiro del mercado. Para ello, se toman en cuenta diversos factores como la edad del paciente, el tamaño y localización de la válvula (aórtica o mitral), lo cual lleva a la recomendación de si la cirugía para remover o reemplazar la válvula vale la pena. En algunos pacientes, el riesgo de una cirugía para remover o reemplazar la válvula es más alto que el riesgo de que la válvula se fracture. 
Los modelos más recientes de la válvula Björk–Shiley se deshicieron del modelo convexo-cóncavo y ahora son válvulas confiables que no requieren reemplazo.[cita requerida]